# František Škarda
František Škarda (13. června 1848 v okolí Strakonic – 21. května 1900 La Grange, Texas) byl česko-americký novinář, redaktor prvních krajanských periodik, socialista a spolkový činovník. Patřil k nejvýraznějším postavám českoamerického sociálnědemokratického hnutí a pozdějším spoluvydavatelem vůbec prvního česky psaného krajanského dělnického periodika, Dělnické listy, vydávané od roku 1875 v Clevelandu, jednoho z vůbec prvních sociálnědemokratických médií ve Spojených státech.

## Život

### Mládí
Narodil se v zájezdním hostinci nedaleko Strakonic v jižních Čechách. Vlastního otce nikdy nepoznal, jeho otčím k němu choval nepřátelský vztah, vychováván byl tedy převážně u rodinných přátel. Vychodil několik let reálky, posléze se u otčíma vyučil kupcem. V mládí pak pracoval u obchodníka Chlumeckého v Praze. Postupně se seznámil s myšlenkami demokratického socialismu, ke kterým se přimkl. Roku 1867 nebo 1868 se rozhodl opustit Evropu a vycestovat do Spojených států za lepšími pracovními příležitostmi či společenskou svobodou.

### V USA
Po svém příjezdu do New Yorku zde krátce žil a vyučil se zde doutníkářskému řemeslu, poté odsud odešel na newyorský venkov. Roku 1871 potom odešel do Clevelandu v Ohiu, městě s již rozsáhlou českou komunitou. Posléze začal jako redaktor přispívat do česky psaných periodik. Byl stoupencem svobodomyslného hnutí. Oženil se s Annou Landovou, Čechoameričankou a učitelkou na zdejší obecné škole, připomínanou jako jednu z nejvzdělanějších Čechoameričanek ve městě.
Škarda byl též socialistickým kandidátem na pozici viceguvernéra státu Ohio, ve volbách nicméně neuspěl.

### Dělnické listy
Zde ve spolupráci s Lvem Janem Paldou, přední postavou českoamerického socialistického hnutí, a Škardova přítele z jižních Čech, začali roku 1875 v Clevelandu vydávat týdeník Dělnické listy, jednoho z prvních socialistických česky psaných periodik v USA, jehož redakce roku 1877 přesídlila do New Yorku. Jednalo se o jedno z prvních tištěných médií v USA se socialistickým programem. Sám Škarda je pak připomínán jako marxista a šiřitel těchto myšlenek v českoamerických kruzích. Dělnické listy byly vydávány do roku 1879, kdy byl jejich provoz již finančně neúnosný. Škarda jejich provozování utratil značnou část svých peněz a jeho rodinu to uvrhlo do chudoby.
Po osobním bankrotu odešel i se svou rodinou do městečka La Grange v Texasu, kde se trvaleji usadil a vlastnil zde obchod s doutníky.

### Úmrtí
František Škarda zemřel 21. května 1900 v Cedar Rapids ve věku 51 let.
Byl ženatý a Annou Škardovou, rozenou Landovou. Anna Škardová je připomínána jako první českoamerická editorka novin.